# Курциус, Людвиг
Людвиг Михаэль Курциус (нем. Ludwig Michael Curtius; 13 декабря 1874, Аугсбург — 10 апреля 1954, Рим) — немецкий археолог, исследователь античности.

## Биография
Людвиг Курциус был сыном аугсбургского медика Фердинанда Курциуса (1844—1919) и Терезы Хабеншаден, урождённой Гёль из Хинделанга (1855—1939). После окончания гимназии в Аугсбурге изучал философию, право и экономику в университетах Мюнхена и Берлина, прежде чем открыл для себя археологию в 1896 году на лекциях Адольфа Фуртвенглера в Мюнхенском университете. В 1899 году он стал частным репетитором сына своего учителя, будущего дирижёра Вильгельма Фуртвенглера.
С 1901 года Курциус работал ассистентом в королевском Антикварии Мюнхенской резиденции. В 1903 году получил докторскую степень, защитив диссертацию по древнегреческим гермам. С 1904 по 1907 год Людвиг Курциус принимал участие в раскопках немецких археологов на острове Эгина и в Богазкёе, Турция, в качестве стипендиата Немецкого археологического института. После хабилитации в Мюнхене в 1908 году Курциус стал адъюнкт-профессором и 2 января 1913 года профессором Университета Эрлангена.
Пребывание на Востоке пробудило в нём любовь к ближневосточной античной культуре. В Первую мировую войну Курциус служил простым солдатом на Западном фронте, хотя и был профессором, но вскоре получил звание лейтенанта и состоял офицером разведки на Балканах, где пригодилось его знание греческого языка.
1 августа 1918 года, Людвиг Курциус стал директором Археологического института в Университете Фрайбурга-им-Брайсгау, а затем, в 1920 году, в Археологическом институте Университета Рупрехта и Карла в Гейдельберге. Курциус расширил там коллекцию гипсовых слепков античной скульптуры, в некоторых случаях с очень редких оригиналов, а также позаботился об увеличении библиотеки института и коллекции фотографических материалов.
В 1928 году он стал первым директором Немецкого археологического института в Риме. Увлекался немецкой классической философией и философией искусства, был дружен с Адольфом фон Гильдебрандом, одним из членов знаменитого «Римского кружка» немецких художников в Италии.
11 июня 1921 года Людвиг Курциус женился на Эдит фон Франсеки, урождённой Винекен (1885—1932), дочери прусского генерал-лейтенанта Отто Винекена. В 1924—1925 годах Курциус был членом Сената и деканом философского факультета Гейдельбергского университета.
В 1937 году национал-социалисты досрочно отправили Курциуса на пенсию. Он уехал в Рим, который оставался его вторым домом до самой смерти.
В 1952 году Курциус был удостоен прусского ордена Pour le Mérite («За заслуги»), а также награждён Большим крестом за заслуги со Звездой Федеративной Республики Германии. Он был членом Немецкого археологического института, Австрийского археологического института, Баварской академии наук (с 1935 г.), Гейдельбергской академии наук (с 1921 г.), почётным профессором Гейдельбергского университета. Академии наук в Гёттингене и Национальной академии наук Линчеи.
Среди его учеников была Эрмин Шпайер — являясь одной из немногих женщин-археологов своего времени, она была среди первых женщин-специалистов, нанятых на работу в Ватикан.
Людвига Курциус скончался в Риме. Его могила находится на Немецком католическом кладбище (итал. Cimitero Teutonico) в Ватикане.

## Основные публикации
- Античное искусство. В 2-х т. (Die antike Kunst). 1923—1938
- Античный Рим (Das antike Rom). 1944
- Настенные росписи Помпей (Die Wandmalerei Pompejis). 1929
- Немецкий и античный мир. Жизненные воспоминания. Автобиография (Deutsche und antike Welt. Lebenserinnerungen. Autobiografie). 1950